# Rebecca Cantrell
Pour les articles homonymes, voir Cantrell.
Rebecca Cantrell née en 1968, est une femme de lettres américaine, auteure de thriller et de roman fantastique.

## Biographie
Rebecca Cantrell fait des études à la John-F.-Kennedy-Schule (de) de Berlin et à l'université libre de Berlin.
En, 2009, elle publie son premier roman, A Trace of Smoke, premier volume d'une série mettant en scène Hannah Vogel, un journaliste criminel dans les années 1930 à Berlin. Avec ce roman, elle est lauréate du prix Bruce Alexander 2010 du meilleur roman historique et du
prix Macavity 2010 du meilleur roman historique.
À partir de 2012, elle collabore avec James Rollins pour écrire la série de l'Ordre des Sanguinistes.
En 2013, elle commence une autre série consacrée à Joe Tesla, un millionnaire, génie du logiciel, paralysé par l'agoraphobie, vivant dans les tunnels de New York. Avec le premier roman, The World Beneath, elle remporte le prix Thriller 2014 du meilleur eBook original.
En 2015, elle débute une autre collaboration avec Sean Black pour une série ayant comme personnage principal Sofia Salgado, ancienne vedette de la série télévisée pour enfants, Half Pint Detective, devenu détective privé à Los Angeles.

## Œuvre

### Romans

#### SérieHannah Vogel
- A Trace of Smoke (2009)
- A Night of Long Knives (2010)
- A Game of Lies (2011)
- A City of Broken Glass (2012)

#### SérieOrdre des Sanguinistes
Coécrit avec James Rollins
- City of Screams (2012)
- The Blood Gospel (2013) Publié en français sous le titre Le Sang de l'alliance, Paris, Fleuve noir (2015)  (ISBN 978-2-265-08974-7) ; réédition, Paris, Presses-Pocket, coll. « Pocket » no 16607 (2016)  (ISBN 978-2-266-26799-1)
- Blood Brothers (2013)
- Innocent Blood (2013) Publié en français sous le titre La Dernière Tentation, Paris, Fleuve noir (2015)  (ISBN 978-2-265-08975-4) ; réédition, Paris, Presses-Pocket, coll. « Pocket » no 16944 (2017)  (ISBN 978-2-266-27652-8)
- Blood Infernal (2012) Publié en français sous le titre Le Faux Prophète, Paris, Fleuve noir (2016)  (ISBN 978-2-265-08976-1)

#### SérieJoe Tesla
- The World Beneath (2013)
- The Tesla Legacy (2015)
- The Chemistry of Death (2015)
- The Steel Shark (2017)

#### SérieSofia Salgado
Coécrit avec Sean Black
- “A” Is for Asshat (2015)
- “B” Is for Bad Girls (2015)
- “C” Is for Coochy Coo (2016)
- “D” Is for Drunk (2016)
- “E” Is for Exposed (2017)

### Novellas
- On the Train (2013)
- The Man in the Attic (2014)

### Recueil de nouvelles
- Cigarette Boy (2017)

## Prix et distinctions

### Prix
- Prix Bruce Alexander 2010 du meilleur roman historique pour A Trace of Smoke[1]
- Prix Macavity 2010 du meilleur roman historique pour A Trace of Smoke[2]
- Prix Thriller 2014 du meilleur eBook original pour The World Beneath[3]

### Nominations
- Prix Barry 2010 du meilleur premier roman A Trace of Smoke[4]
- Prix Bruce Alexander 2011 du meilleur roman historique pour A Night of Long Knives[1]
- Prix Bruce Alexander 2012 du meilleur roman historique pour A Game of Lies[1]
- Prix Mary Higgins Clark 2013 pour A City of Broken Glass[5]
- Prix Left Coast Crime Bruce Alexander 2013 pour A City of Broken Glass[1]
- Prix Macavity 2013 du meilleur roman historique pour A City of Broken Glass[2]